# Franko Burraj
Franko Burraj (Scutari, 19 agosto 1998) è un velocista albanese.

## Record nazionali
- 200 metri piani: 21"29 ( Elbasan, 24 maggio 2022)
- 400 metri piani: 46"16 ( Orano, 2 luglio 2022)
- 400 metri piani (indoor): 46"83 ( Istanbul, 16 febbraio 2020)

## Palmarès
| Anno | Manifestazione               | Sede         | Evento      | Risultato  | Prestazione | Note             |
| ---- | ---------------------------- | ------------ | ----------- | ---------- | ----------- | ---------------- |
| 2017 | Balcanici under 20           | Pitești      | 400 m piani | Argento    | 49"05       |                  |
| 2018 | Balcanici indoor             | Istanbul     | 400 m piani | 4º         | 48"98       |                  |
| 2018 | Balcanici                    | Stara Zagora | 200 m piani | Batteria   | 21"75       |                  |
| 2018 | Balcanici                    | Stara Zagora | 400 m piani | 5º         | 47"21       |                  |
| 2018 | Mediterraneo under 23        | Jesolo       | 200 m piani | dq         | dq          |                  |
| 2018 | Mediterraneo under 23        | Jesolo       | 400 m piani | 8º         | 47"08       |                  |
| 2018 | Giochi del Mediterraneo      | Tarragona    | 400 m piani | 6º         | 46"58       | Record nazionale |
| 2018 | Europei                      | Berlino      | 400 m piani | Batteria   | 47"56       |                  |
| 2019 | Balcanici indoor             | Istanbul     | 400 m piani | Bronzo     | 47"64       | Record nazionale |
| 2019 | Mediterraneo under 23 indoor | Miramas      | 400 m piani | 4º         | 48"77       |                  |
| 2019 | Balcanici                    | Pravec       | 400 m piani | 10º        | 48"88       |                  |
| 2019 | Europei under 23             | Gävle        | 400 m piani | 5º         | 46"79       |                  |
| 2021 | Europei indoor               | Toruń        | 400 m piani | Semifinale | 47"45       |                  |
| 2022 | Giochi del Mediterraneo      | Orano        | 400 m piani | 4º         | 46"16       | Record nazionale |
| 2023 | Mondiali                     | Budapest     | 200 m piani | Batteria   | 21"42       |                  |
| 2024 | Mondiali indoor              | Glasgow      | 400 m piani | Semifinale | 47"78       |                  |
| 2024 | Giochi olimpici              | Parigi       | 100 m piani | Batteria   | 10"66       |                  |
| 2025 | Europei indoor               | Apeldoorn    | 400 m piani | Batteria   | 49"70       |                  |

## Altre competizioni internazionali
2019
- Oro agli Europei a squadre ( Skopje), 400 m - 46"48